# Simerpara
Simerpara is een bestuurslaag in het regentschap Pakpak Bharat van de provincie Noord-Sumatra, Indonesië. Simerpara telt 271 inwoners (volkstelling 2010).